# N°2
N°2 è il quinto EP della cantante franco-statunitense Joséphine Baker, pubblicato nel 1959. Il direttore d'orchestra di tutti i brani è stato Jo Bouillon.

## Tracce
1. Donnez-Moi La Main
2. Don't Touch My Tomatoes
3. Terre Sèche